# Tre Maddox

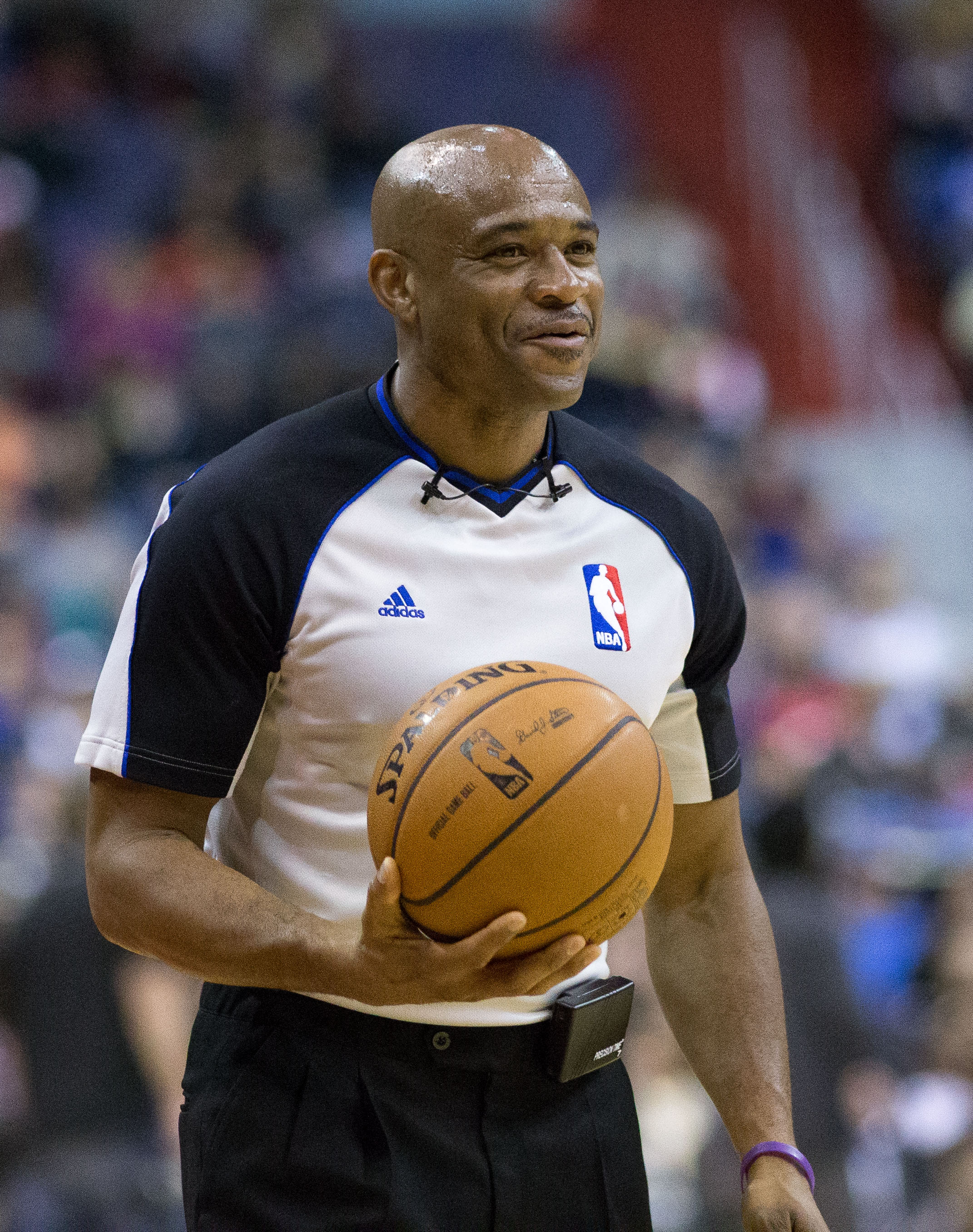
Tre Maddox im März 2013

Tre Maddox (* 7. Oktober 1967 in Great Lakes, Illinois) ist ein US-amerikanischer Schiedsrichter im Basketball, der seit dem Jahr 2010 in der NBA tätig ist. Er trägt die Uniform mit der Nummer 23.

## Karriere

### College-Basketball
Vor dem Einstieg in die NBA arbeitete er sechs Jahre als College-Basketballschiedsrichter in der Pacific-12 Conference, West Coast Conference und der Pacific West Conference.

### National Basketball Association
Maddox begann im Jahr 2010 seine NBA-Schiedsrichterlaufbahn beim Spiel der Utah Jazz gegen die Los Angeles Clippers.
Zuvor war er vier Jahre als Schiedsrichter in der NBA G-League tätig.